# Östlig svartkrönt gibbon
Östlig svartkrönt gibbon (Nomascus nasutus) är en primat i familjen gibboner som förekommer i södra Kina och norra Vietnam. Populationens taxonomiska status är omstridd.
Djuret skiljer sig från sina närmaste släktingar i avvikande läten, differenser i pälsens färgsättning och olikartade molekylärgenetiska egenskaper. Ett forskarlag kring C. Roos klassificerade östlig svartkrönt gibbon därför som god art. Denna taxonomiska indelning övertågs av IUCN. Tidigare ansågs populationen tillhöra Nomascus hainanus, eller den listades som underart till svartkrönt gibbon (Nomascus concolor).
Denna gibbon har en höjd av cirka 60 cm när den står på bakbenen och den väger 7 till 8 kg. Individer av hankön har en svart päls med en brun skugga på bröstet och buken. Samma pälsfärg förekommer hos alla nyfödda ungar vad som skiljer Nomascus nasutus från alla andra gibboner. Hos honor blir pälsen senare gulbrun, orange eller beige. Bara på huvudets topp blir en svart luva kvar och över ryggens mitt går en mörk linje. Honor har dessutom en vit ansiktsmask.
Arten förekommer i provinsen Guangxi i Kina och i provinsen Cao Bang i norra Vietnam. Den vistas i kulliga områden och låga bergstrakter mellan 50 och 900 meter över havet. Området kännetecknas av kalkstensklippor. Habitatet utgörs av fuktiga skogar. Individerna äter främst frukter samt blad och några smådjur.
Det iakttogs inga individer av östlig svartkrönt gibbon efter 1960-talet och därför befarades att den var utdöd. En expedition under 2002 upptäckte i norra Vietnam ungefär 28 individer. 2005 hade populationen 35 till 37 medlemmar och dessutom hittades en liten grupp med cirka 10 individer på andra sidan gränsen i Kina.
Arten hotas främst av habitatförstöring genom etablering av odlingsmark eller träkolproduktion. Individer kan falla offer för jakt och för människogjorda naturkatastrofer. Då populationen är så liten finns risk för inavel. IUCN antar att det finns färre än 250 könsmogna individer och listar arten som akut hotad (CR).